# Resultados do Carnaval de Porto Alegre em 1987
Resultados do Carnaval de Porto Alegre em 1987. O Grupo Principal foi vencido pela escola Estado Maior da Restinga, que apresentou o enredo Fantástica Odisséia do Samba no Mundo Mágico do Sistema Solar.

## Grupo I
| Colocação | Escola                    | Nota      | Ref.  |
| --------- | ------------------------- | --------- | ----- |
| 1º        | Estado Maior da Restinga  | Campeã    | [ 1 ] |
| 2º        | Imperadores do Samba      |           | [ 1 ] |
| 3º        | Bambas da Orgia           |           | [ 1 ] |
| 4º        | Império da Zona Norte     |           | [ 1 ] |
| 5º        | Acadêmicos da Orgia       |           | [ 1 ] |
| 6º        | Academia de Samba Praiana |           | [ 1 ] |
| 7º        | União da Vila do IAPI     | Rebaixada | [ 1 ] |

## Grupo II
| Colocação | Escola                      | Nota       | Ref.  |
| --------- | --------------------------- | ---------- | ----- |
| 1º        | Garotos da Orgia            | Promovida  | [ 1 ] |
| 2º        | Academia de Samba Relâmpago |            | [ 1 ] |
| 3º        | Embaixadores do Ritmo       |            | [ 1 ] |
| 4º        | Imperatriz Dona Leopoldina  |            | [ 1 ] |
| 5º        | Fidalgos e Aristocratas     |            | [ 1 ] |
| 6º        | Beija-Flor do Sul           |            | [ 1 ] |
| 7º        | Realeza                     | Rebaixadas | [ 1 ] |
| 8º        | Milionários da Zona Sul     | Rebaixadas | [ 1 ] |

## Grupo III
| Colocação | Escola              | Nota      | Ref.  |
| --------- | ------------------- | --------- | ----- |
| 1º        | Academia Samba Puro | Promovida | [ 1 ] |

## Tribos
| Colocação | Tribo        | Ref.  |
| --------- | ------------ | ----- |
| 1º        | Os Comanches | [ 1 ] |
| 2º        | Os Tapuias   | [ 1 ] |